# 村田怜音
村田 怜音（むらた れおん、2001年8月4日 - ）は、三重県松阪市出身のプロ野球選手（内野手）。右投右打。埼玉西武ライオンズ所属。

## 経歴

### プロ入り前
松阪市立徳和小学校3年時に地元の軟式チームである揥水野球少年団で野球を始め、松阪市立久保中学校では軟式野球部に所属。身長は中3の時点で190cmを超えていた。岡林勇希は小中学校の同級生。
三重県立相可高等学校では入学直後の打撃練習の際に右第一肋骨を骨折し、9か月間離脱。回復した2年時は4番を務めたが、得意の打撃は振わなかった。しかし猛練習の結果、1番打者となった3年春に打撃が一気に開花し、夏までに20本塁打を量産した。3年夏の三重県大会は3回戦で敗退し、甲子園出場は果たせなかった。この時本塁打を打つ姿に惚れ込んだ皇學館大学野球部監督の森本進からの熱心な勧誘もあり、高校卒業後は地元の大学でもある皇學館大学へ進学。
東海地区大学野球連盟の三重学生野球リーグに所属する同大学野球部では、1年の秋季リーグ戦から「4番・一塁手」に座り、チームのリーグ戦4連覇に貢献。3年秋には打率.484、4本塁打、15打点の成績でリーグMVPを獲得し、4年春にも打率.500、3本塁打、15打点、さらに守備機会62で失策0という成績で、2度目のリーグMVPを獲得している。大学通算本塁打は25本。
2023年10月26日に開催されたプロ野球ドラフト会議において、埼玉西武ライオンズから6位指名を受け、11月15日に契約金3000万円、年俸700万円で仮契約を結んだ。背番号は99。皇學館大学からは初のNPB所属のプロ野球選手となった。担当スカウトは安達俊也。

### 西武時代
2024年は5月10日までにイースタン・リーグ公式戦12試合に出場し、打率.351、2本塁打と結果を残すと、11日に一軍に初昇格。同日の対東北楽天ゴールデンイーグルス戦（ベルーナドーム）で「6番・指名打者」で先発起用され、先頭打者として回ってきた2回に内星龍の直球を左前に打ち、プロ初打席で初安打を記録した。5月14日の対北海道日本ハムファイターズ戦（エスコンフィールドHOKKAIDO）、4回に山崎福也から安打を放ちプロ初打点を記録する。しかし、翌日の5月15日、対北海道日本ハムファイターズ戦（エスコンフィールドHOKKAIDO）で7回の守備中、ファウルフライを追った際に一塁側のネットに顔面と左膝を強打し途中交代。検査の結果、左膝前十字靭帯損傷と診断され、翌5月16日に選手登録を抹消された。5月17日、再度の検査で左膝後十字靭帯損傷に診断結果が訂正され、全治3か月と診断されたことが球団から発表された。その後、怪我も順調に回復し9月23日のイースタン・リーグ公式戦から試合に復帰。復帰後は6試合に出場。2024年の二軍成績は18試合出場、打率.357、本塁打2、打点13、一軍での成績は4試合出場、打率.231、打点1でシーズンを終える。シーズンオフに50万円増となる推定年俸750万円で契約を更改。11月23日から12月15日にかけて台湾で開催された2024アジアウインターベースボールリーグに山田陽翔、黒田将矢、モンテルと共に派遣され、15試合出場、打率.260、打点2を記録した。

## 選手としての特徴
身長190cmを超える恵まれた体格から高校時代・大学時代ともに25本塁打を放つ長距離砲。プロ入り前までメディアからは体格にちなんで「伊勢のガリバー」、「伊勢のラオウ」と称されることが多かった。

## 詳細情報

### 年度別打撃成績
| 年 度     | 球 団     | 試 合 | 打 席 | 打 数 | 得 点 | 安 打 | 二 塁 打 | 三 塁 打 | 本 塁 打 | 塁 打 | 打 点 | 盗 塁 | 盗 塁 死 | 犠 打 | 犠 飛 | 四 球 | 敬 遠 | 死 球 | 三 振 | 併 殺 打 | 打 率 | 出 塁 率 | 長 打 率 | O P S |
| --------- | --------- | ----- | ----- | ----- | ----- | ----- | -------- | -------- | -------- | ----- | ----- | ----- | -------- | ----- | ----- | ----- | ----- | ----- | ----- | -------- | ----- | -------- | -------- | ----- |
| 2024      | 西武      | 4     | 13    | 13    | 0     | 3     | 0        | 0        | 0        | 3     | 1     | 0     | 0        | 0     | 0     | 0     | 0     | 0     | 4     | 0        | .231  | .231     | .231     | .462  |
| 通算：1年 | 通算：1年 | 4     | 13    | 13    | 0     | 3     | 0        | 0        | 0        | 3     | 1     | 0     | 0        | 0     | 0     | 0     | 0     | 0     | 4     | 0        | .231  | .231     | .231     | .462  |

- 2024年度シーズン終了時

### 年度別守備成績
| 年 度 | 球 団 | 一塁  | 一塁  | 一塁  | 一塁  | 一塁  | 一塁     |
| 年 度 | 球 団 | 試 合 | 刺 殺 | 補 殺 | 失 策 | 併 殺 | 守 備 率 |
| ----- | ----- | ----- | ----- | ----- | ----- | ----- | -------- |
| 2024  | 西武  | 2     | 11    | 1     | 0     | 2     | 1.000    |
| 通算  | 通算  | 2     | 11    | 1     | 0     | 2     | 1.000    |

- 2024年度シーズン終了時

### 記録
初記録
- 初出場・初先発出場：2024年5月11日、対東北楽天ゴールデンイーグルス8回戦（ベルーナドーム）、「6番・指名打者」で先発出場[12]
- 初打席・初安打：同上、2回裏に内星龍から左前安打[25]
- 初打点：2024年5月14日、対北海道日本ハムファイターズ6回戦（エスコンフィールドHOKKAIDO）、4回表に山﨑福也から中前適時打[26]
- 初本塁打：2025年8月2日、対千葉ロッテマリーンズ15回戦（ベルーナドーム）、10回裏に横山陸人から左越ソロ[27]

### 背番号
- 99（2024年[9] - ）